# 13567 Urabe
13567 Urabe eller 1992 WF1 är en asteroid i huvudbältet som upptäcktes den 16 november 1992 av de båda japanska astronomerna Kazuro Watanabe och Kin Endate vid Kitami-observatoriet. Den är uppkallad efter amatörastronomen Mamoru Urabe.
Asteroiden har en diameter på ungefär 13 kilometer och den tillhör asteroidgruppen Eos.